# Laccaria proxima
Laccaria proxima (Émile Boudier, 1881 ex Narcisse Théophile Patouillard, 1887), sin. Clitocybe proxima (Émile Boudier, 1881), denumită în popor vârtejel, este o  specie de ciuperci comestibile din încrengătura Basidiomycota în familia Hydnangiaceae și de genul Laccaria care coabitează, fiind un simbiont micoriza (formează micorize pe rădăcinile arborilor). Această specie comună se dezvoltă în România, Basarabia și Bucovina de Nord în grupuri numeroase - mai rar și solitar, în locuri umede, și răcoroase pe soluri sărace și acre, în păduri de conifere și  de foioase și la marginea lor, foarte des prin turbării între Sphagnum (o formă de mușchi). La vreme potrivită apare din august până în noiembrie.

## Taxonomie
Specia a fost descrisă pentru prima dată sub denumirea Clitocybe proxima, adică apartenentă genului Clitocybe, de micologul francez Émile Boudier în jurnalul micologic francez Bulletin de la Société mycologique de France din 1881, iar, în 1887, compatriotul lui, Narcisse Théophile Patouillard, a transferat soiul corect la genul Laccaria, menținând epitetul, de verificat în volumul 1 al operei sale Les Hyménomycètes d’Europe - Anatomie et Classification des Champignons Supérieurs - Matériaux pour l’Histoire des Champignons. Acest taxon este valabil până în prezent (2018). 
În cărți mai vechi de ciuperci se găsește ocazional și vechea denumire a lui Boudier. Celelalte puține încercări de redenumire, văzând specia o variație, sunt acceptate sinonim, dar nu sunt folosite și astfel neglijabile.

## Descriere

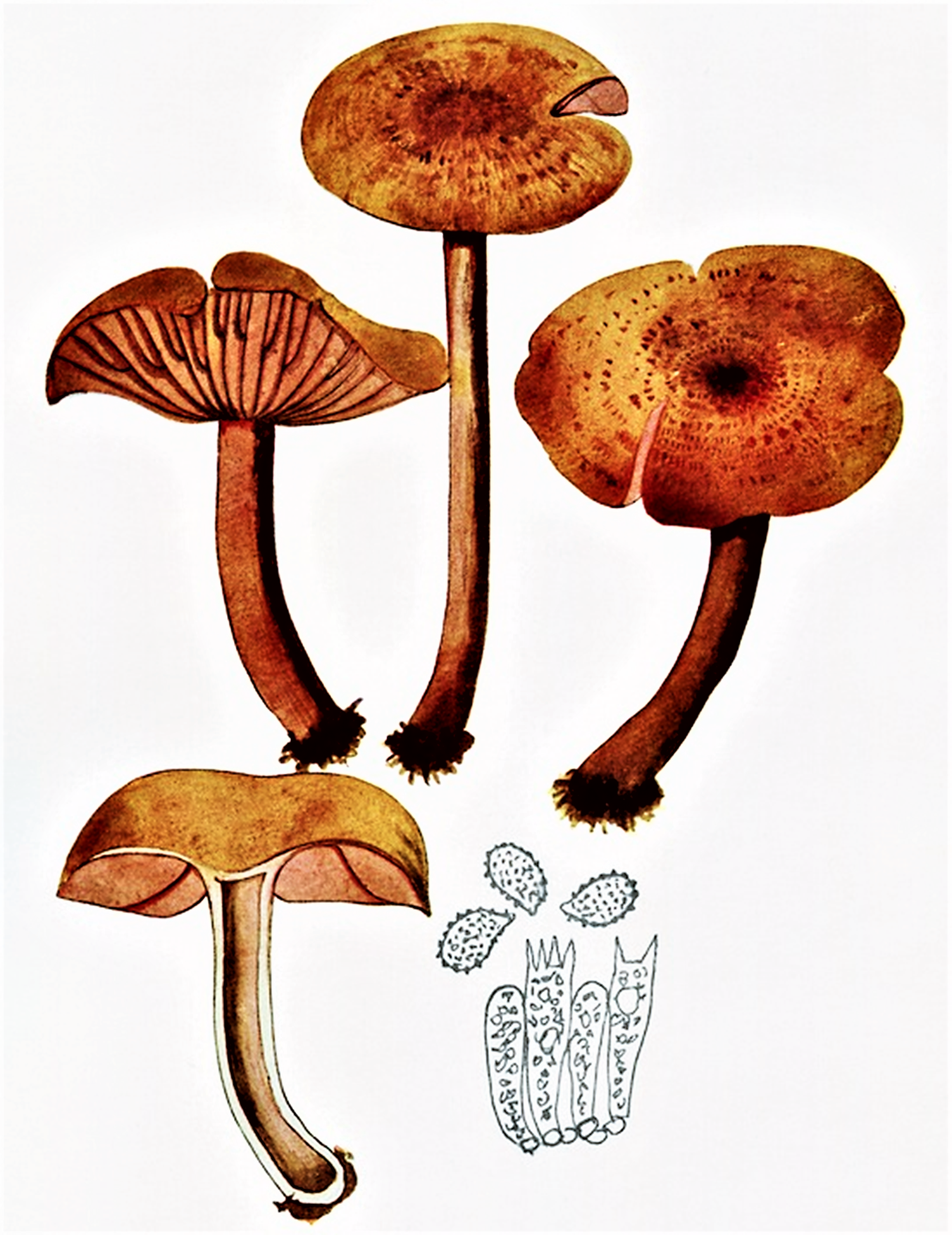
Bres.: Clitocybe proxima

- Pălăria: are un diametru de 2-7 (10) cm, este destul de subțire, inițial convexă, apoi întinsă cu centrul pălăriei adâncit precum ondulată neregulat. Marginea este umedă, netedă, de abia la bătrânețe vag și scurt canelată. Cuticula este în mod normal mată și fin solzoasă. Coloritul poate fi portocaliu-roșiatic, ruginiu, ocru-maroniu sau brun-roșiatic. În vârstă tinde să se decoloreze, devenind nu rar chiar albicios. Buretele este destul de variabil și, prin urmare, ceva dificil de determinat.
- Lamelele: sunt groase, ceva ondulate, distanțate între ele, cu lamele intermediare și incomplete, aproape aderate la picior, la maturitate bombate, inițial crem, apoi ruginii, câteodată de aceeași culoare cu pălăria și acoperite în vârstă de o pulbere fină, albicioasă de spori.
- Piciorul: este mereu mai lung ca diametrul pălăriei cu o înălțime de 5-10 (15) cm și cu o lățime de 0,3-0,8 cm destul de subțire, fiind gol pe dinăuntru, fibros, striat longitudinal, cilindric,  adesea îndoit, ondulat, curbat și fără inel. El este de culoare brun-roșiatică până brună, mereu mai închis decât pălăria.
- Carnea: este subțire în partea pălăriei și fibroasă în cea a piciorului, de colorit roz murdar, ocru-maroniu sau gri-brun. Mirosul este plăcut, și ușor aromatic, cu nuanțe slabe de anason, iar gustul dulceag.
- Caracteristici microscopice: are spori lat elipsoidali până ovoidali, presarăți cu țepi lungi de 0,5-1 µm, sub microscop hialini (translucizi), cu o mărime de 8-11 x 7-8 microni. Pulberea lor este albă. Basidiile cu 2-4 sterigme măsoară 70 x 10 microni.
- Reacții chimice: nu sunt cunoscute.[4][5]

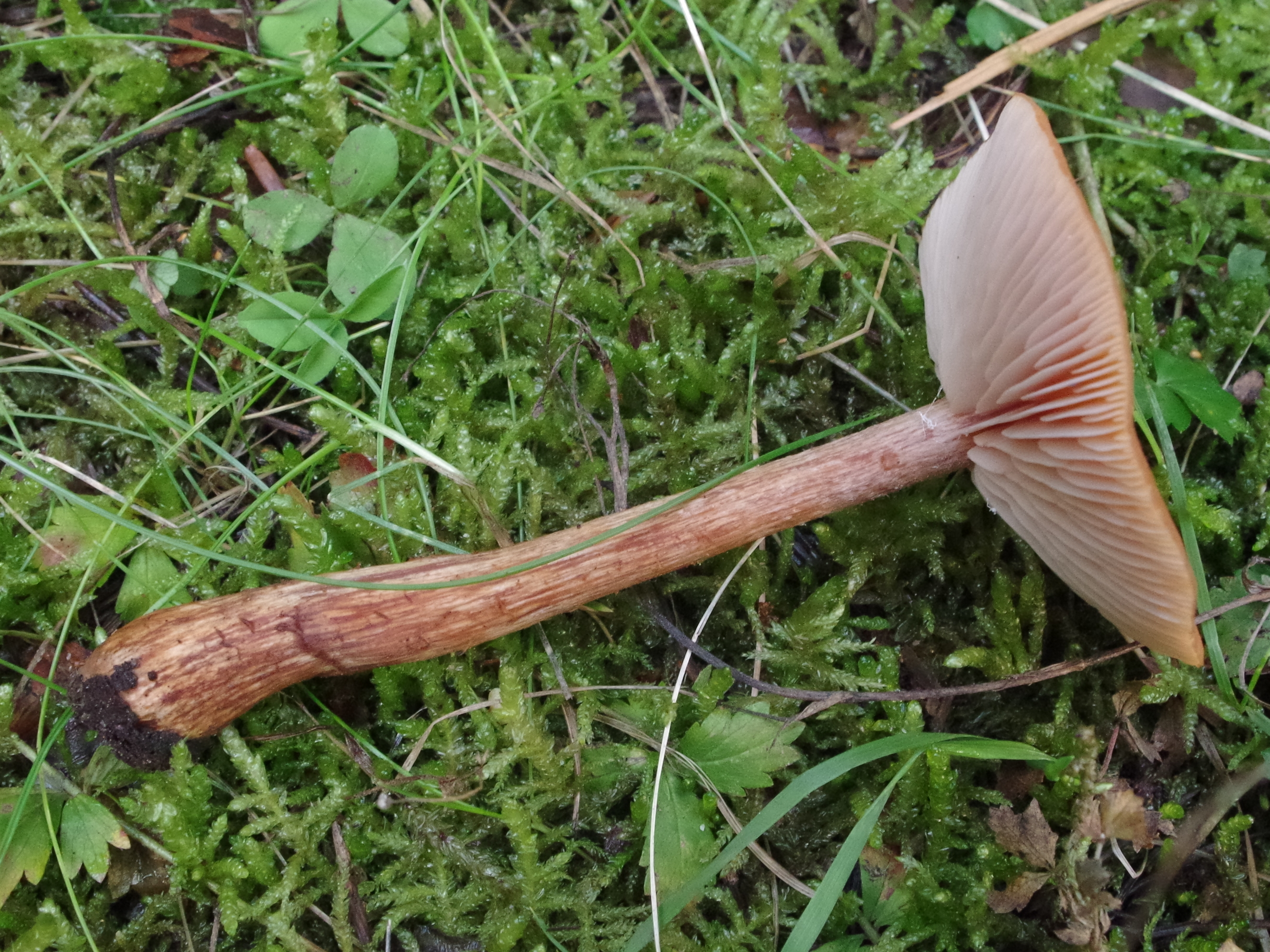
L. proxima, lamele și picior
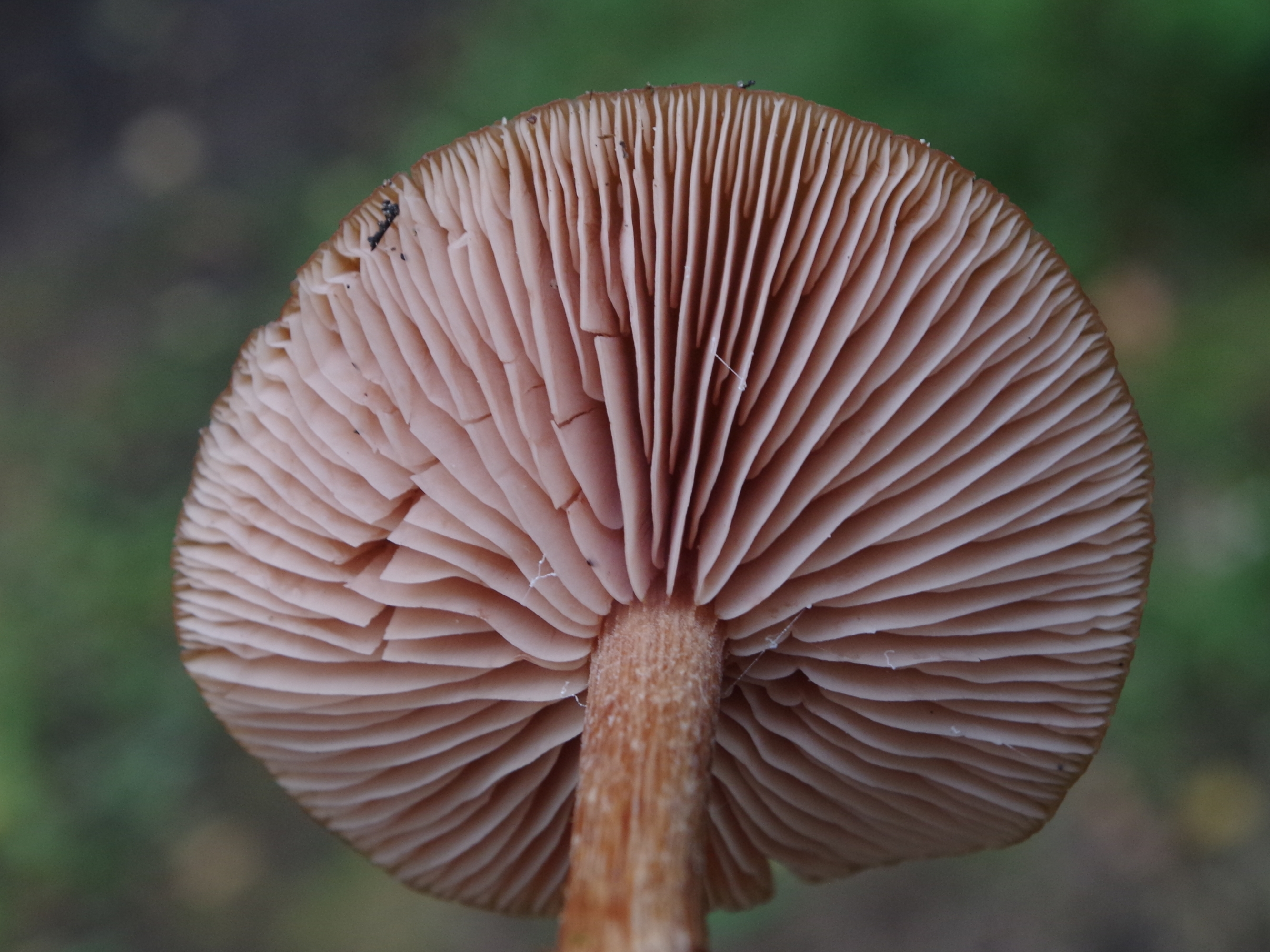
L.proxima, lamele din apropiere
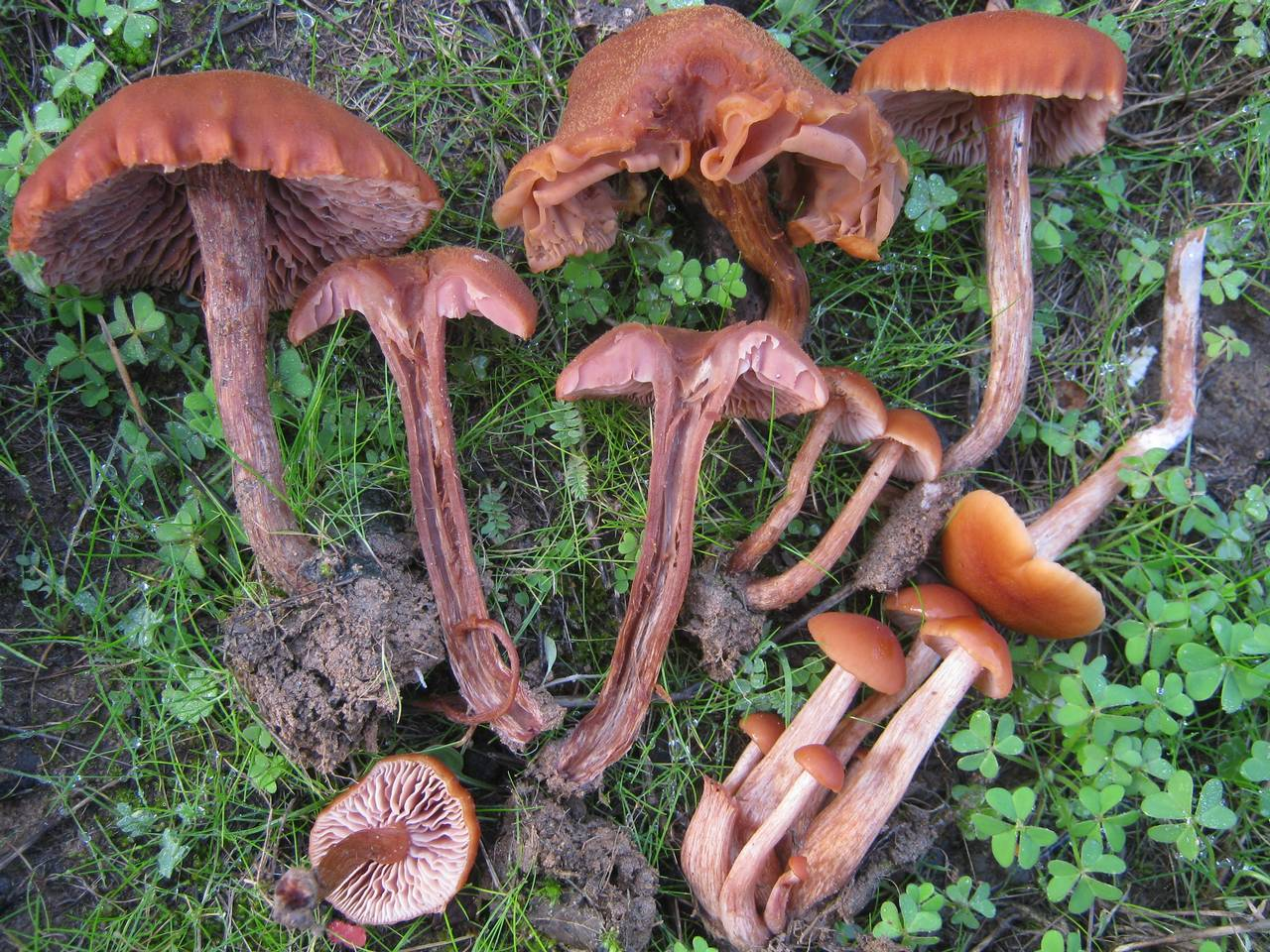
L. proxima, secțiune longitudinală
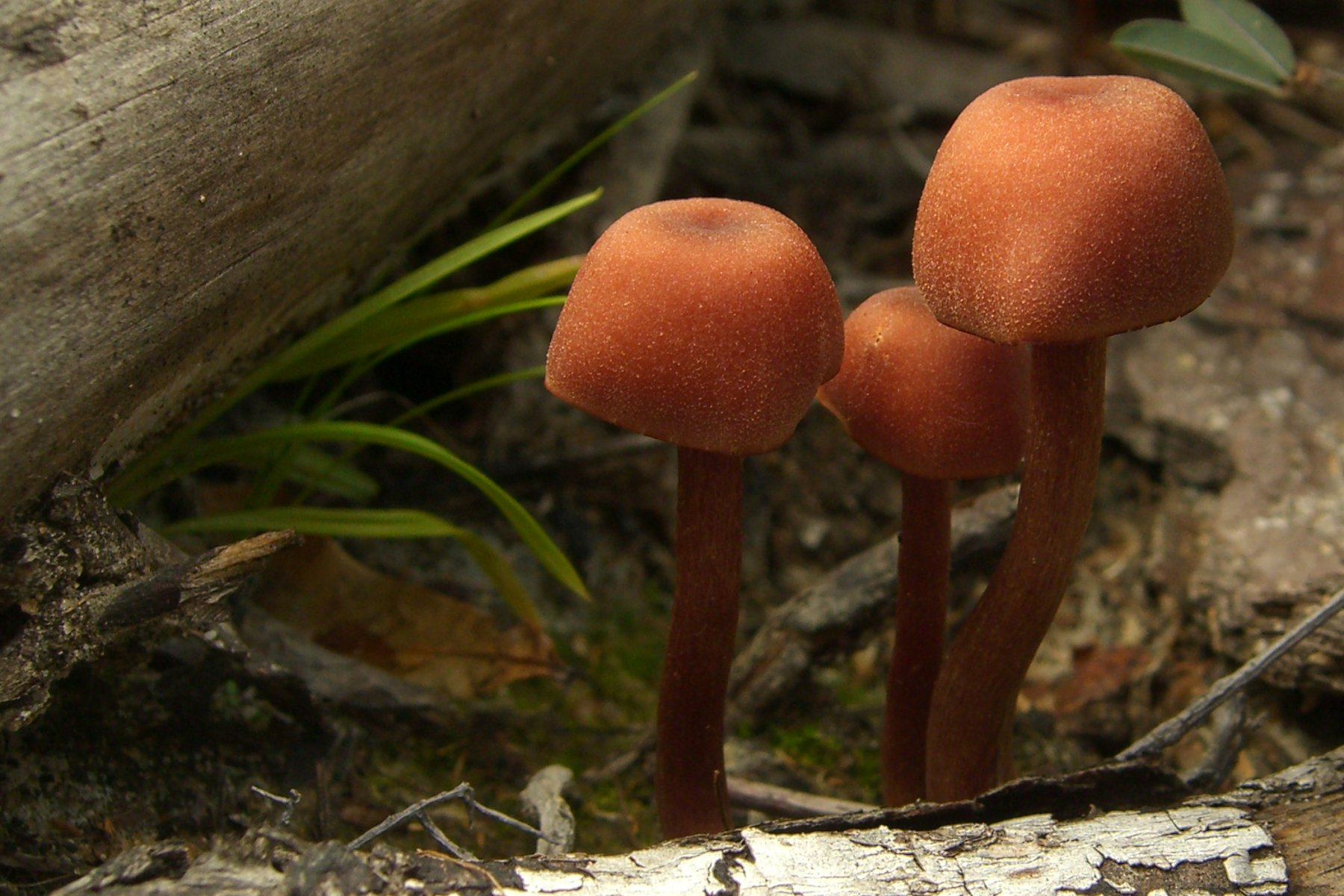
L.proxima tinere
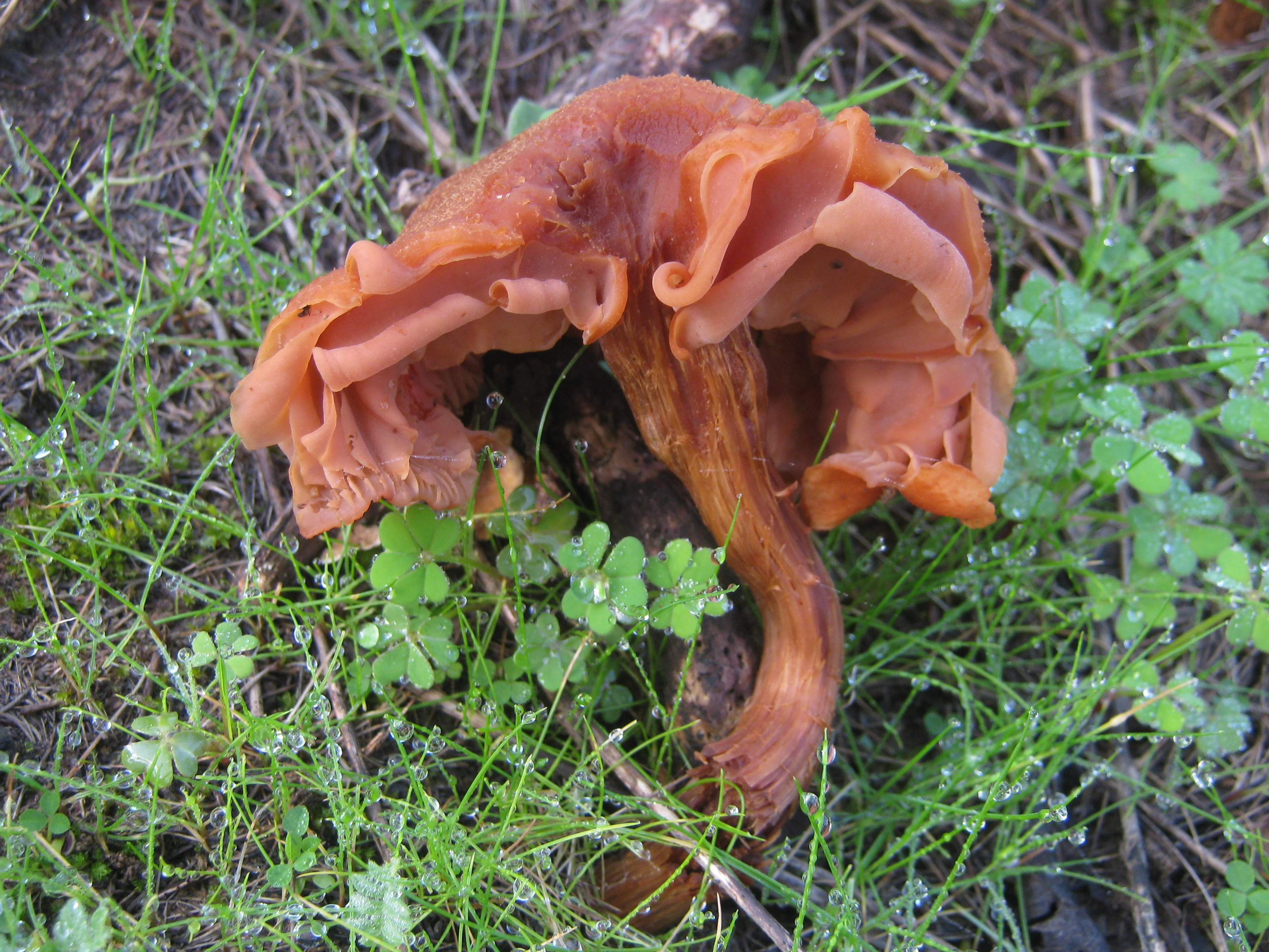
L. proxima bătrână

## Confuzii
Buretele poate fi confundat cu multe alte specii, între altele cu forme mai deschise ale Laccaria amethystina (comestibilă), ori cu Laccaria laccata (comestibilă),  Laccaria maritima (comestibilă), Laccaria tortilis (comestibilă), dar adesea și cu letalele Cortinarius orellanus sau Galerina marginata, mai departe cu Gymnopus dryophilus sin. Collybia dryophila (comestibil),  Gymnopus peronatus sin. Collybia peronata (necomestibilă, foarte iute), Cortinarius helvelloides (necomestibil din cauza consistentei, miros de mușate), Cortinarius sanguineus (otrăvitor), Cortinarius semisanguineus (otrăvitor), Inocybe cookei (otrăvitor, miros slab fructuos), Marasmius alliaceus sin. Mycetinis alliaceus, (burete de condimentare, crește mai mult prin păduri luminoase de fagi, miros puternic de usturoi), Marasmius oreades (comestibil) Marasmius lupuletorum sin. Marasmius torquescens (necomestibil, cu miros plăcut dar foarte fibros, crește pe bușteni de fagi, piciorul fiind albastru-negricios) sau Marasmius wynnei (necomestibil, pe trunchiuri în putrefacție, cu tonuri mai violete, gust și miros cam neplăcut de țărână).

## Specii asemănătoare în imagini

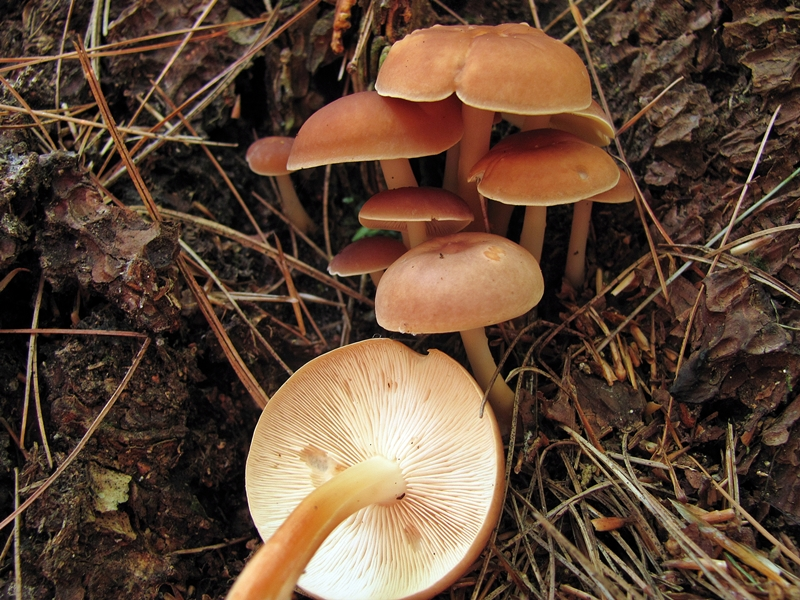
Gymnopus dryophilus sin.Collybia dryophila
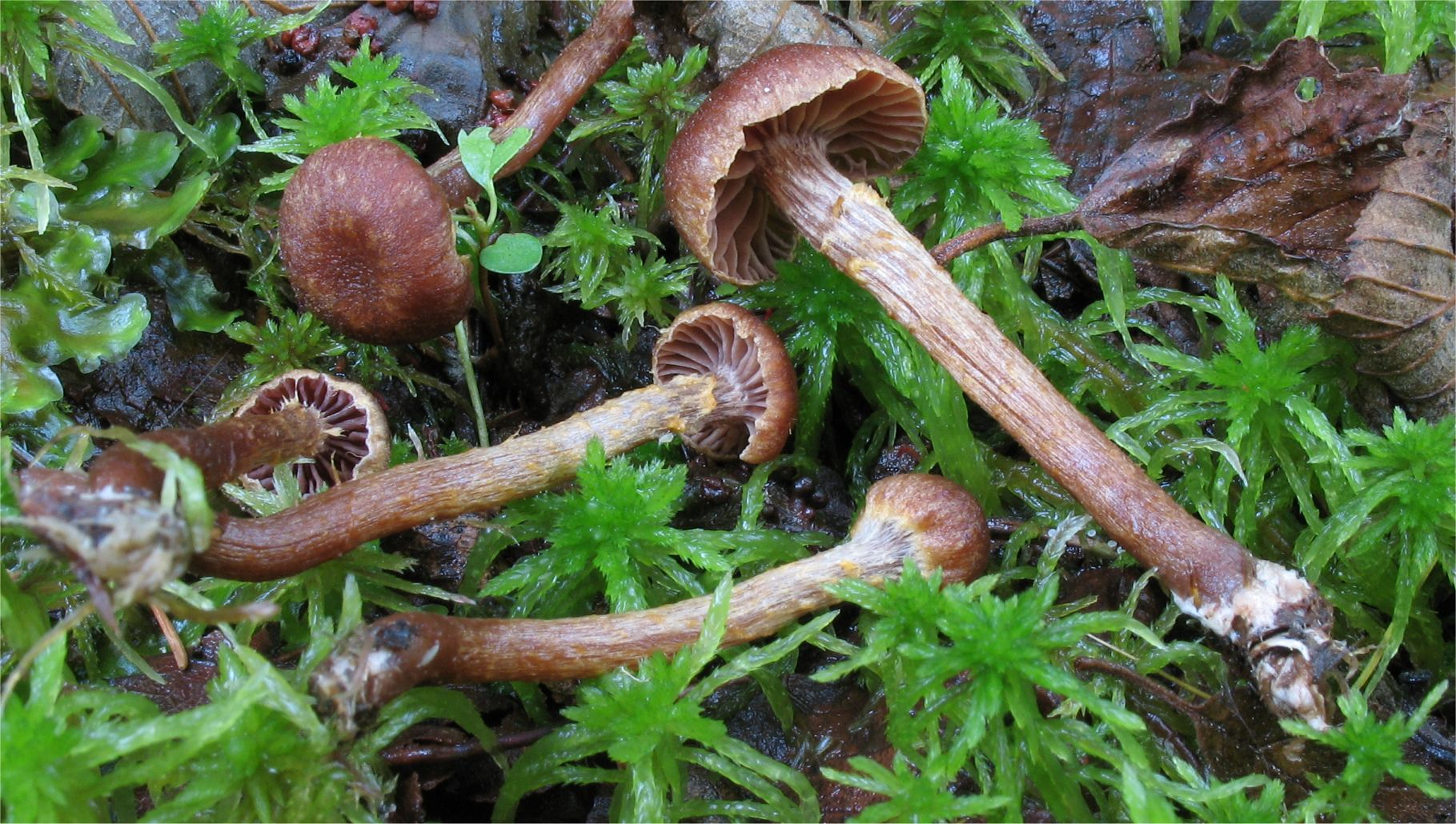
Cortinarius helvelloides
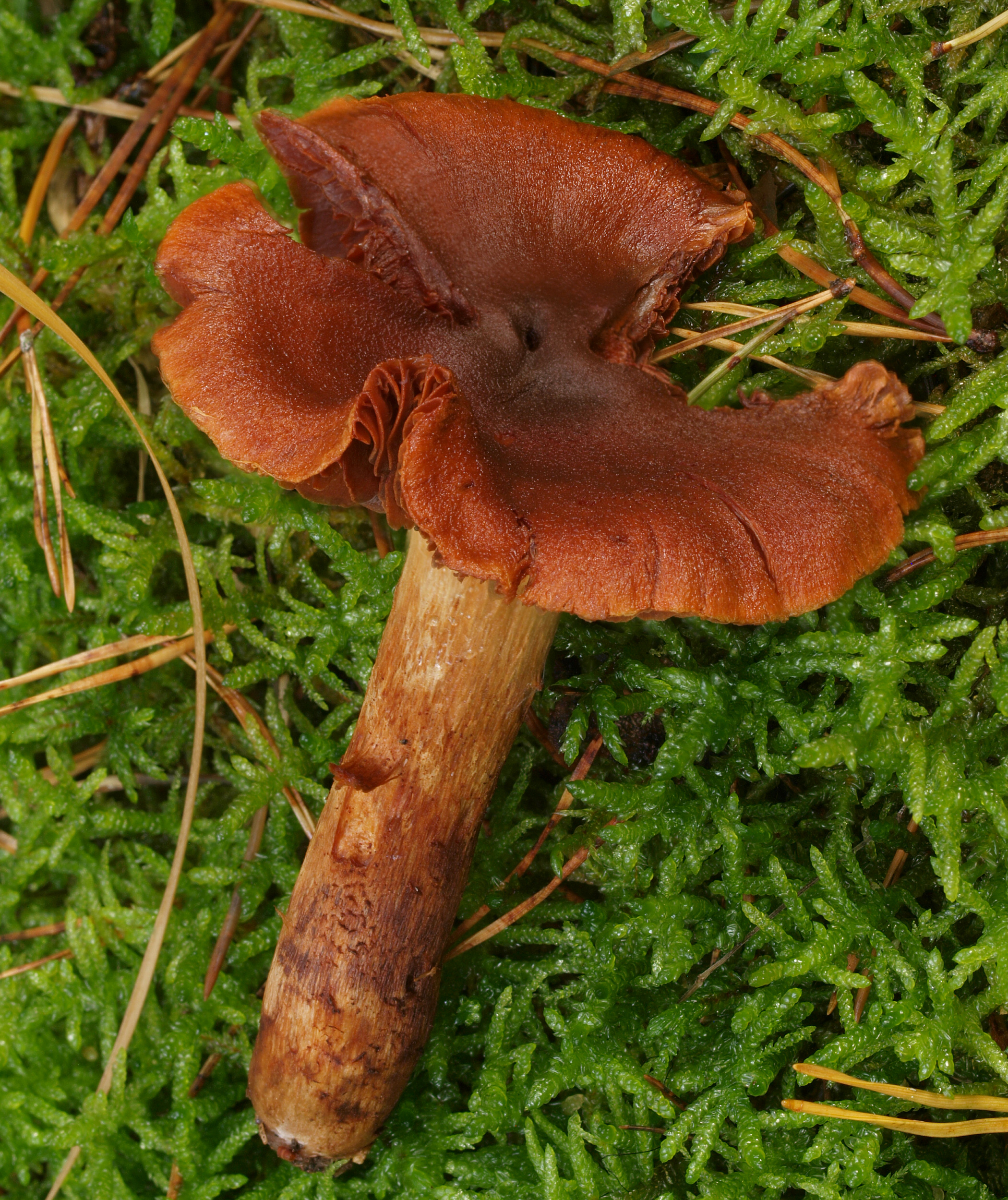
!!!Cortinarius orellanus!!!
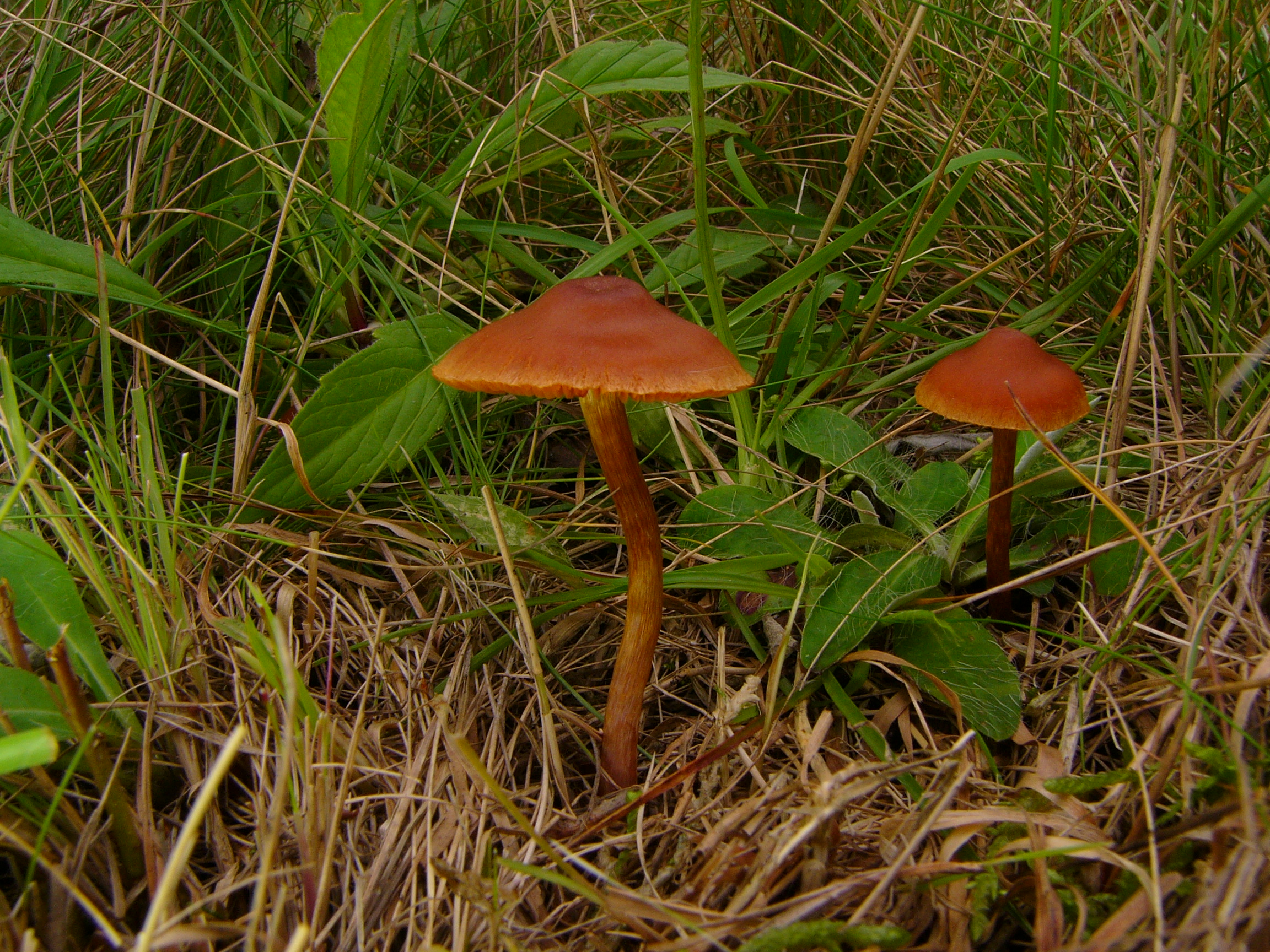
!! Cortinarius sanguineus!!
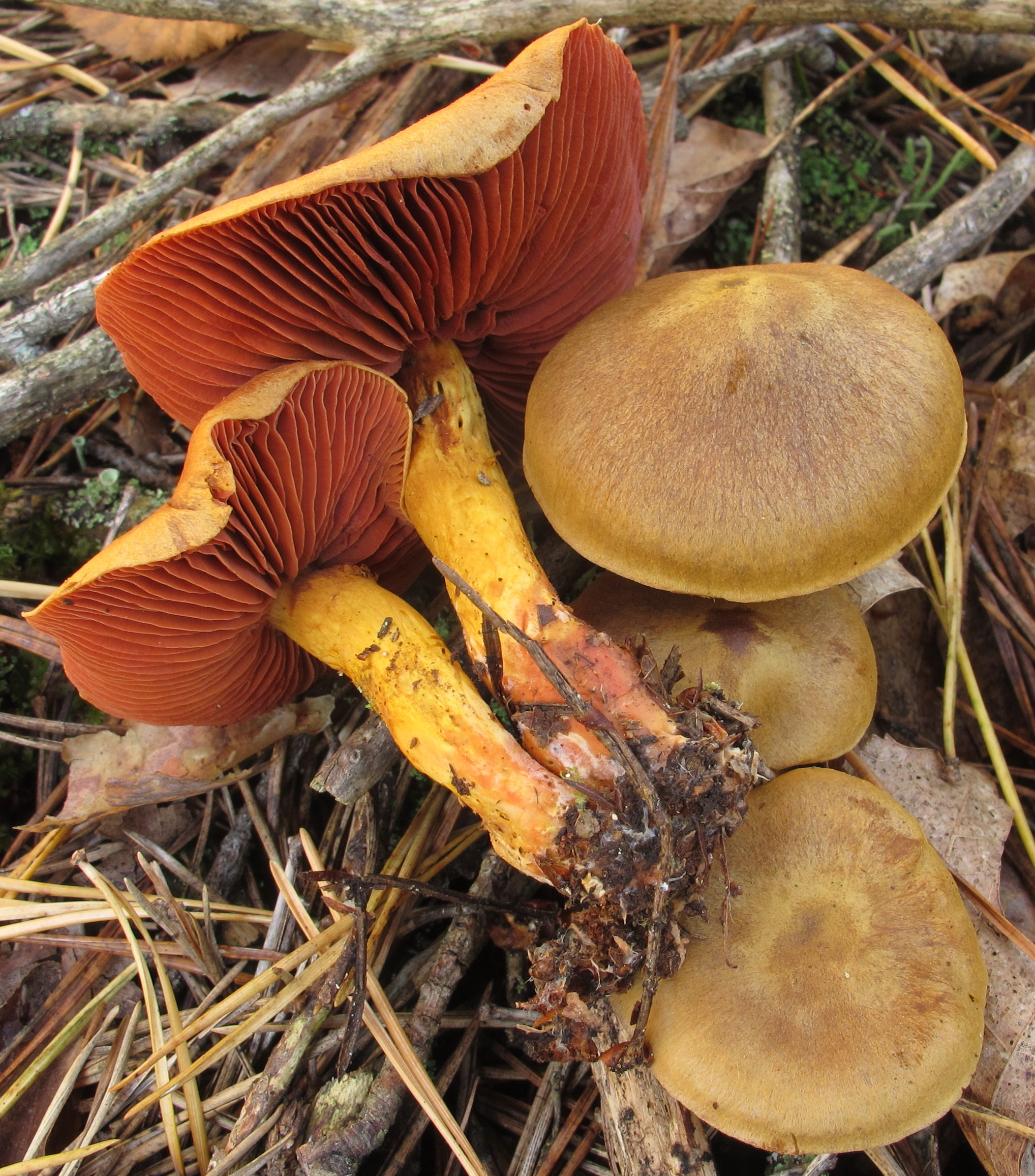
!!Cortinarius semisanguineus!!
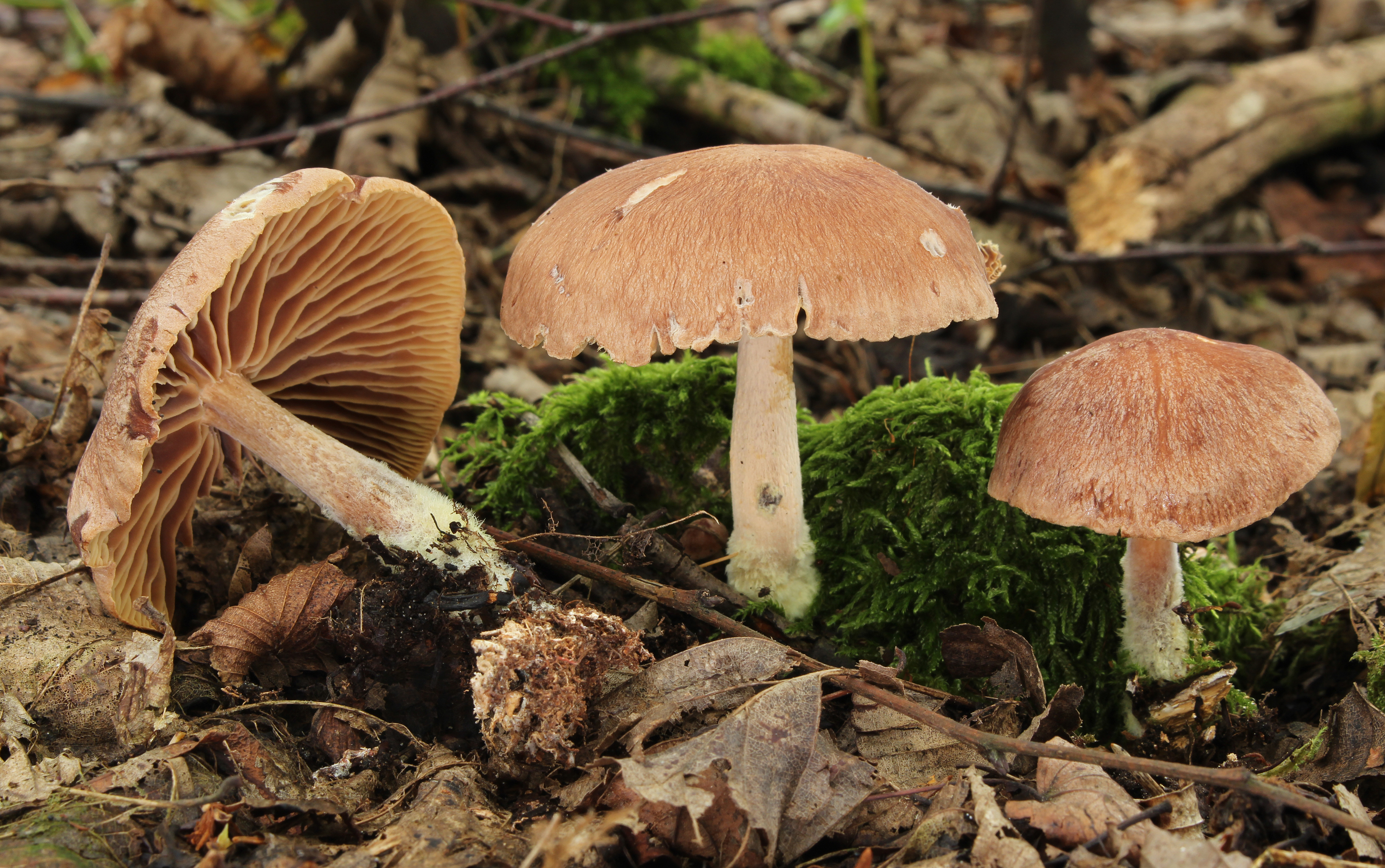
!Collybia peronata sin. Gymnopus peronatus!
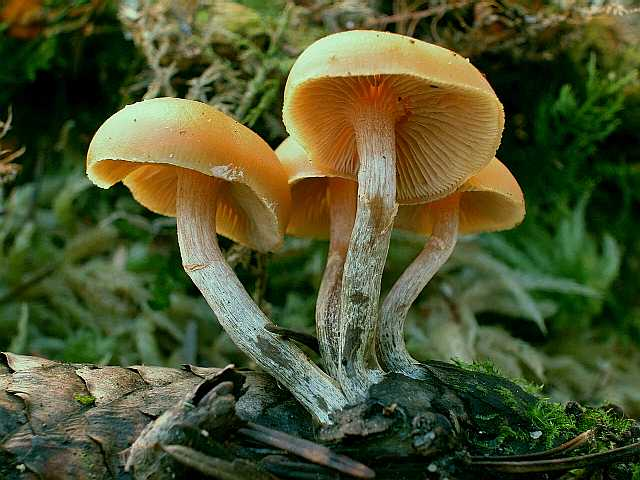
!!!Galerina marginata!!!
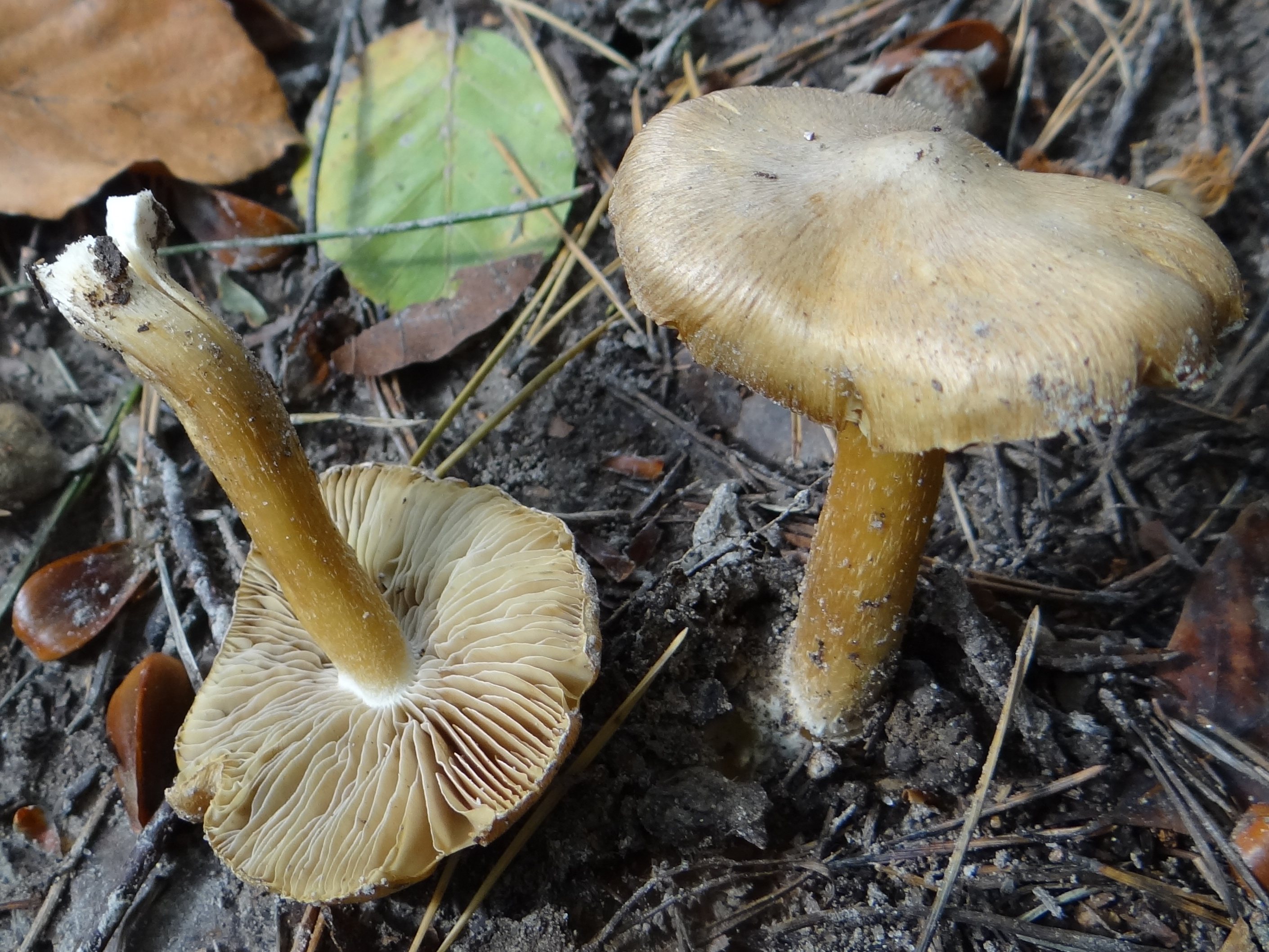
!! Inocybe cookei!!
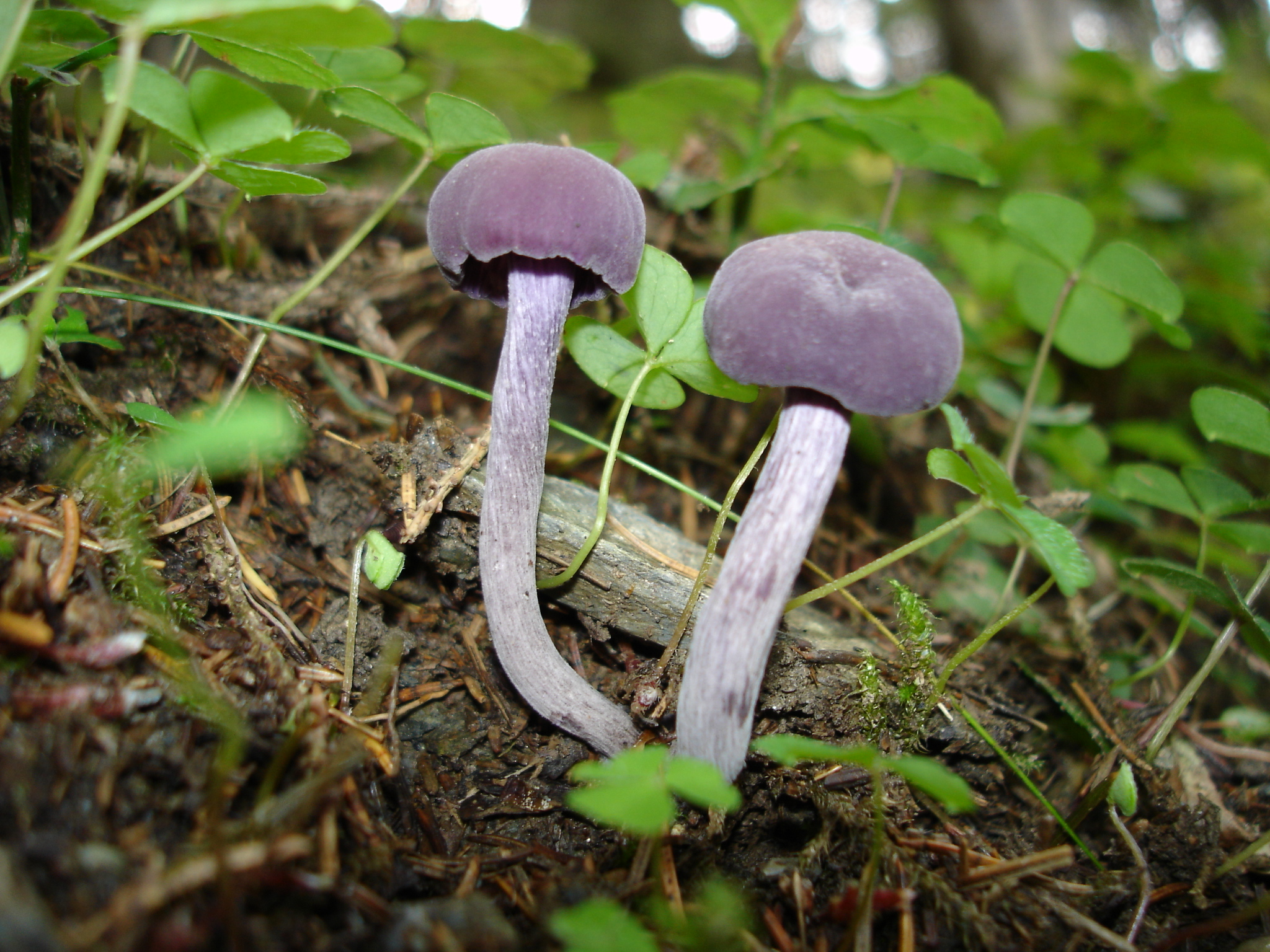
Laccaria-amethystina

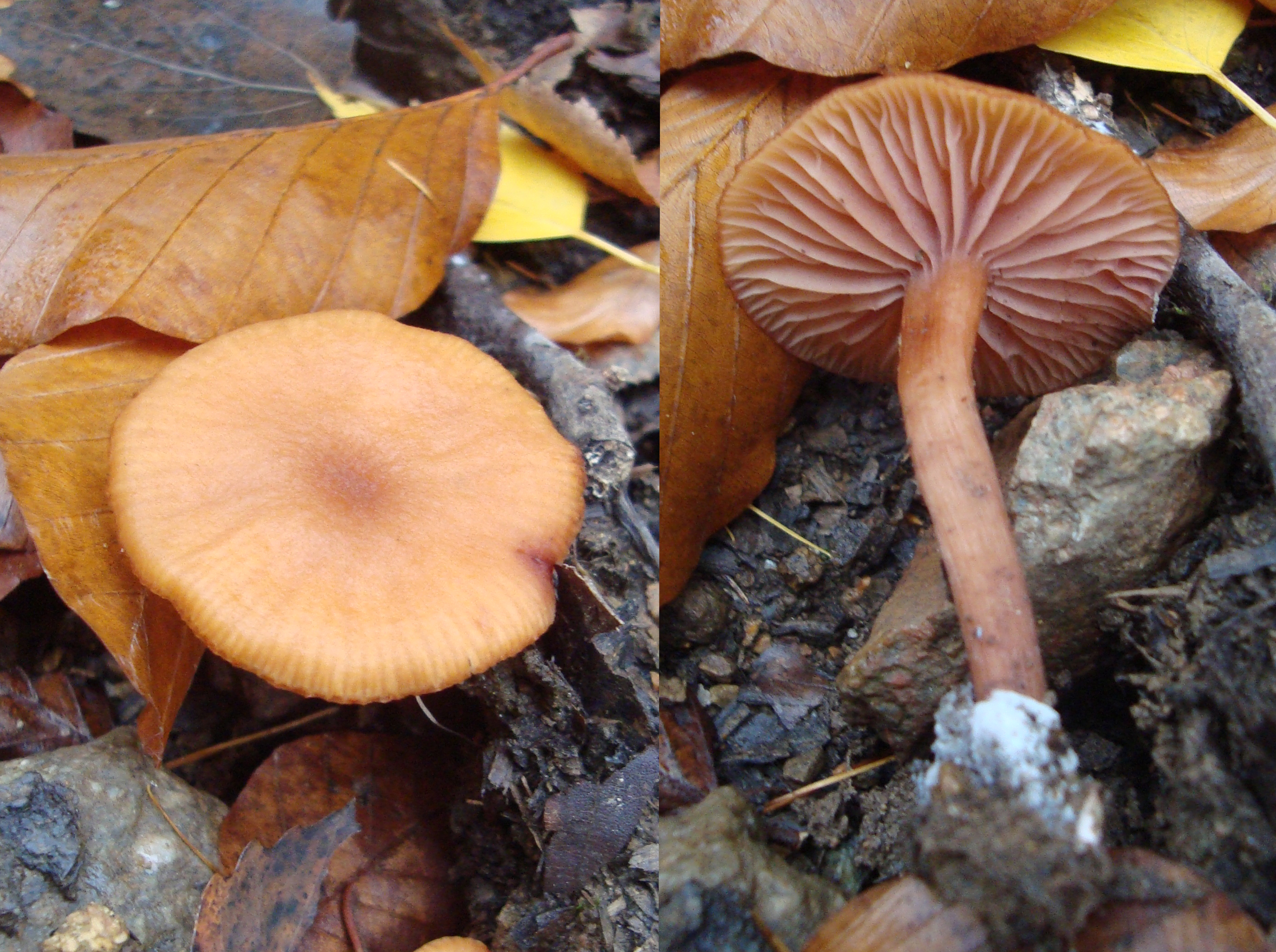
Laccaria laccata
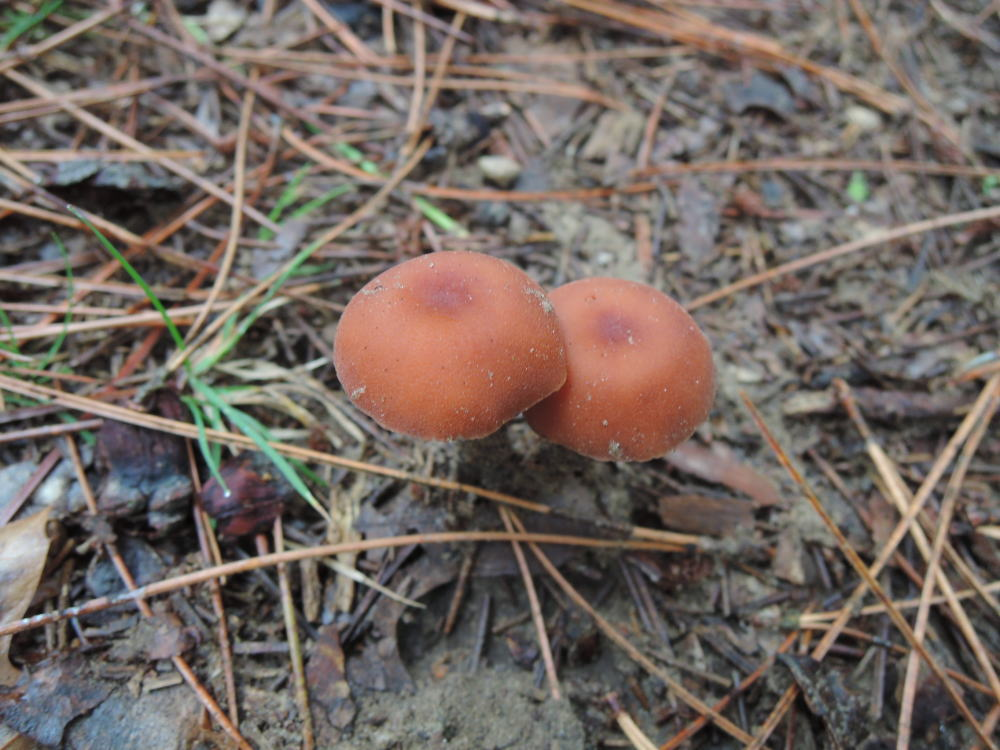
Laccaria maritima
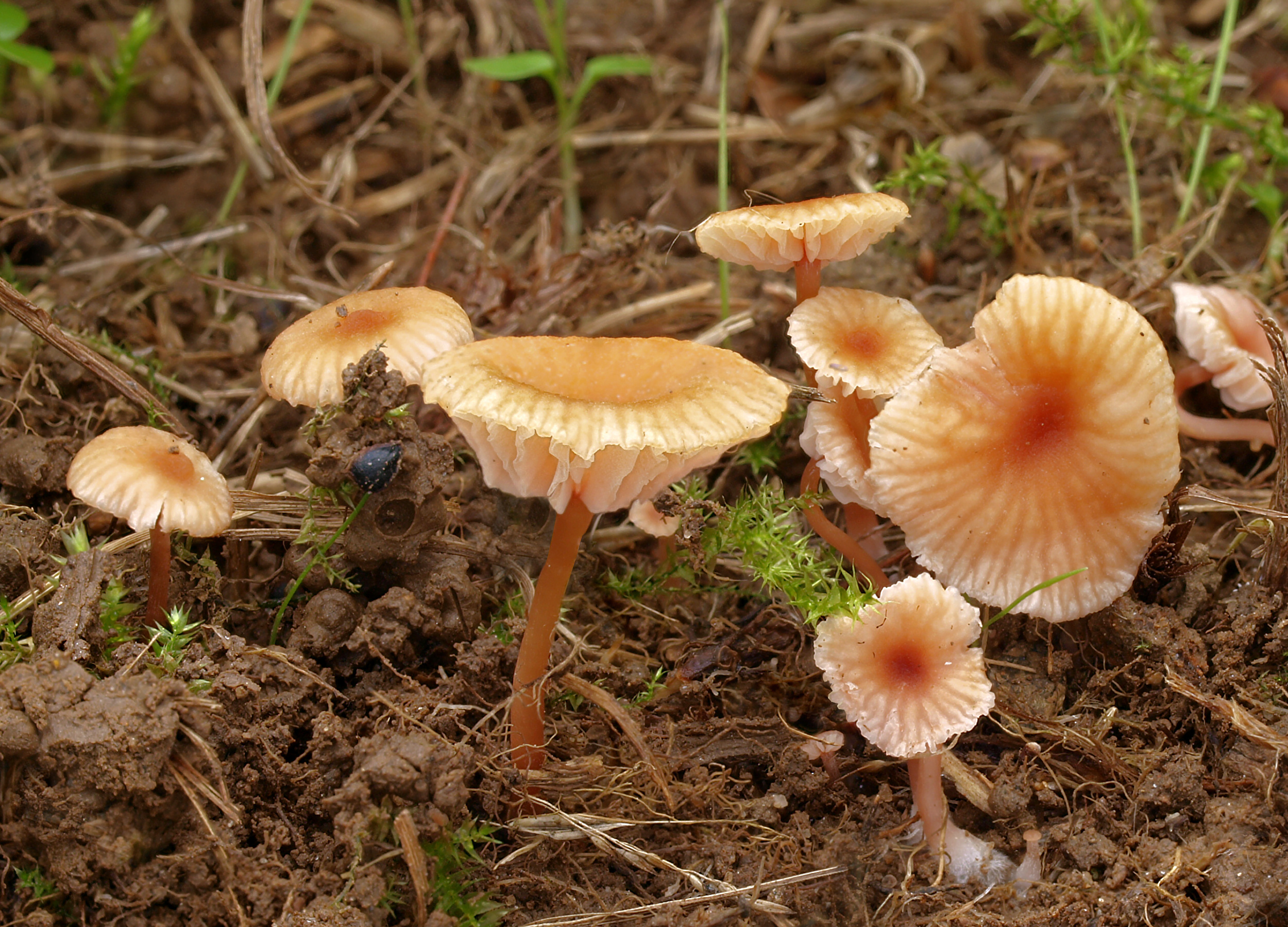
Laccaria tortilis
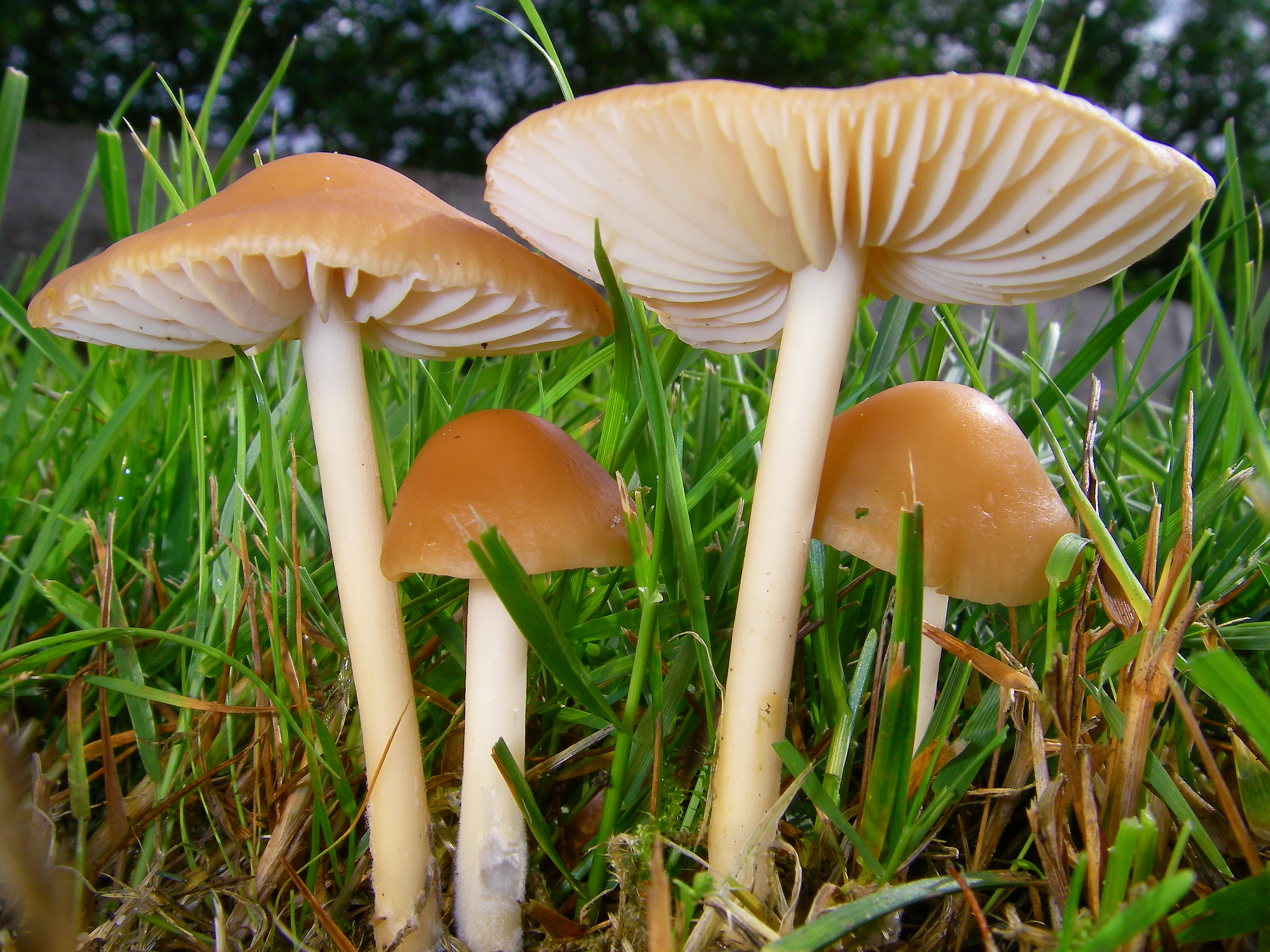
Marasmius oreades
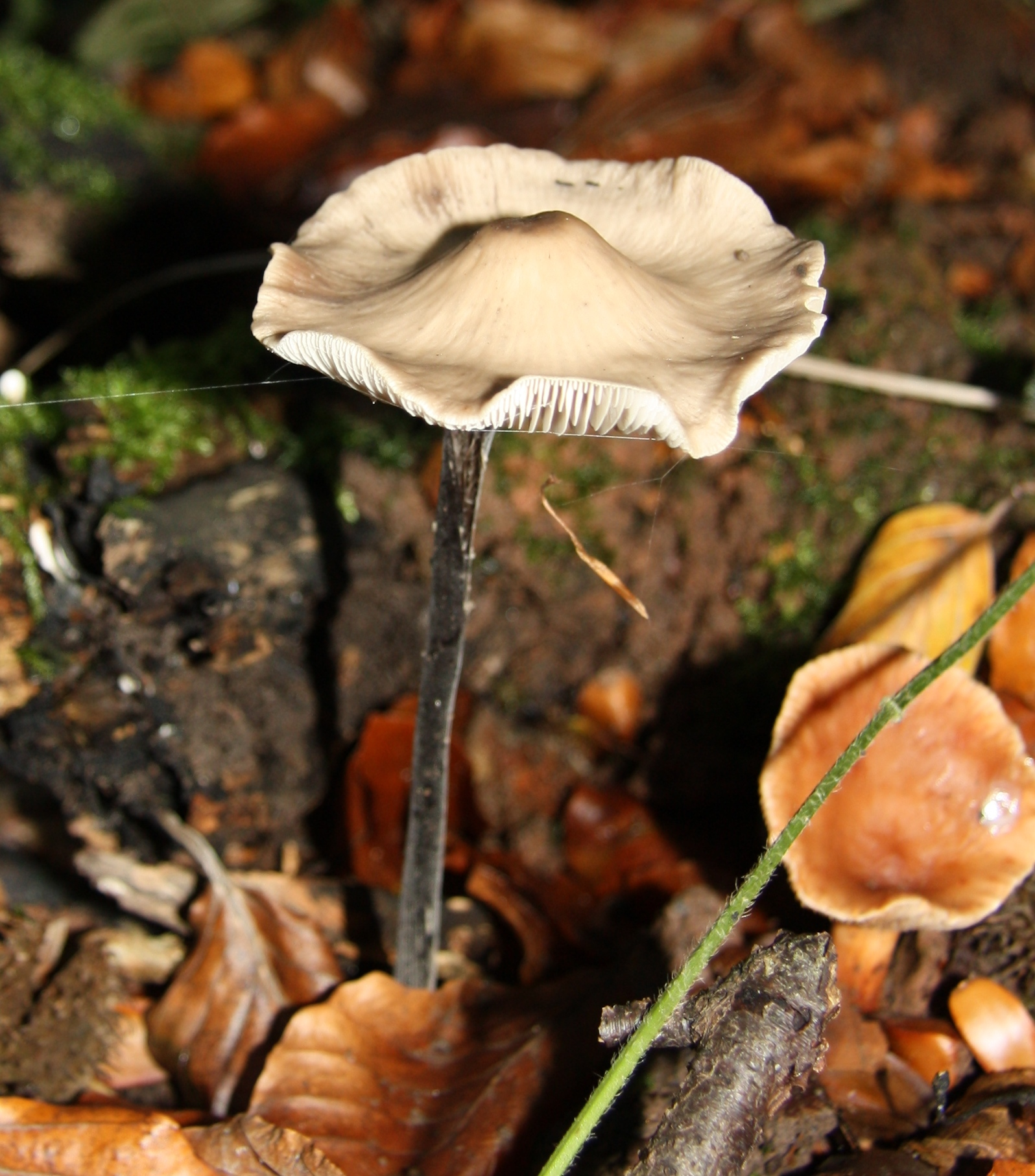
Marasmius alliaceus sin. Mycetinis alliaceus
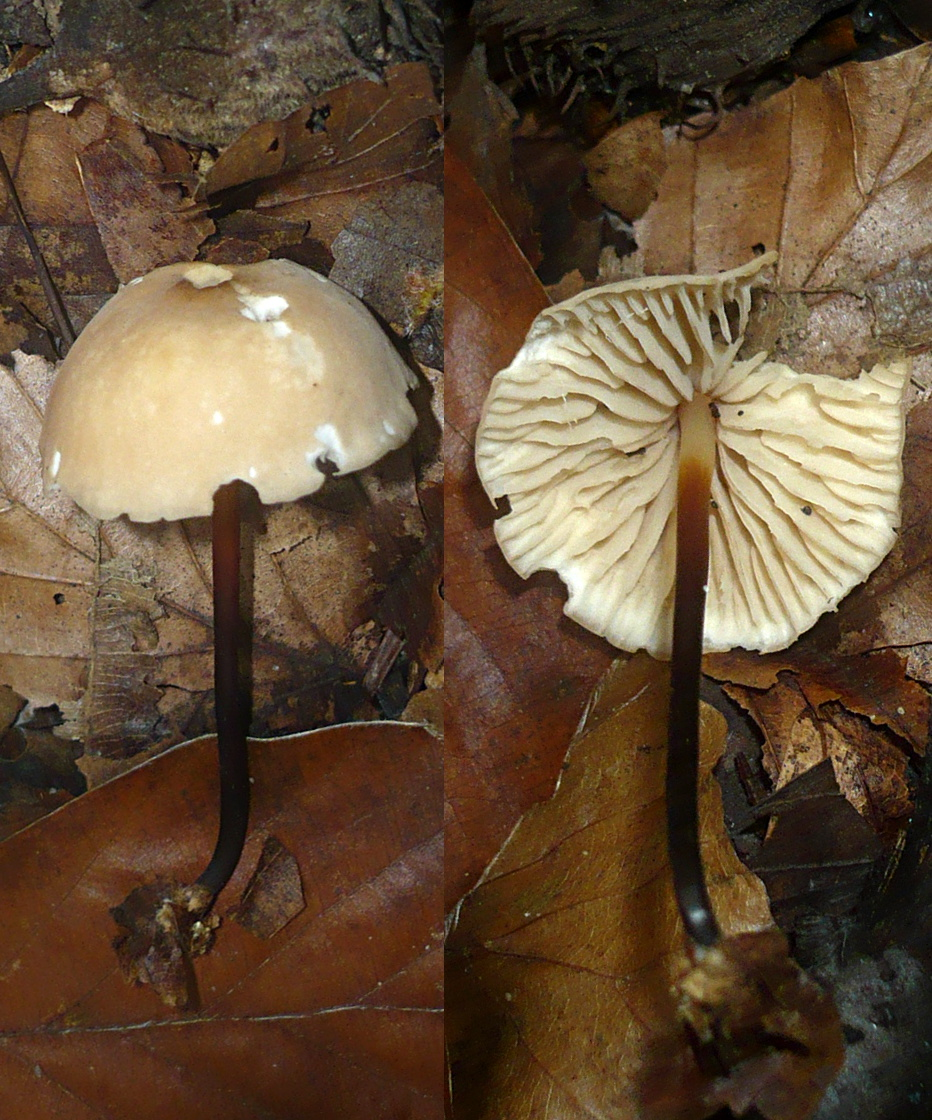
!Marasmius lupuletorum sin. torquescens!
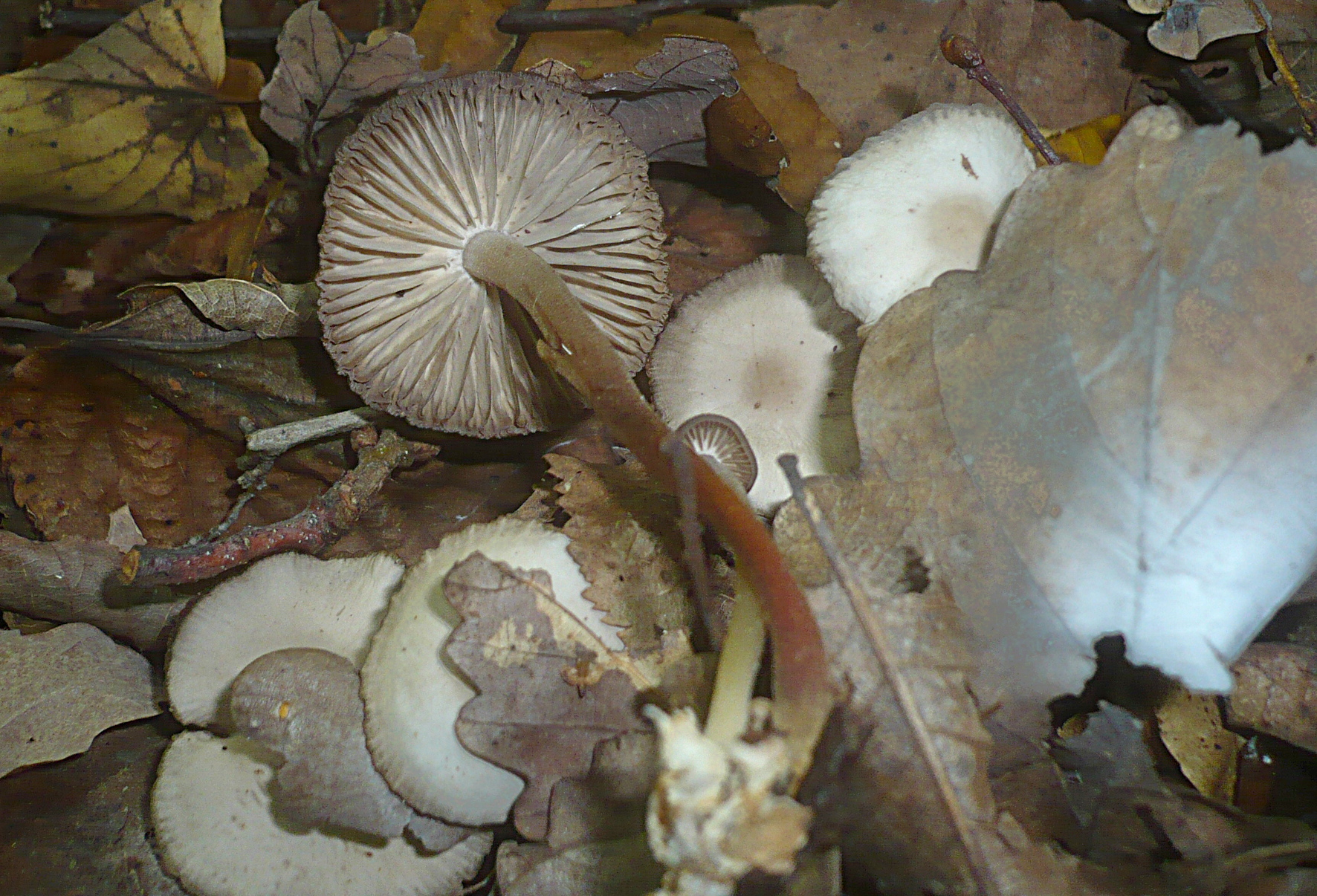
!Marasmius wynnei!

## Valorificare
Vârtejelul este un burete destul de gustos asemănător pâlniei brumate. El crește, de asemenea, mereu în cantități respectabile. Astfel este adesea cules și consumat, dar confuzia cu ciuperci otrăvitoare sunt posibile (datorită marii variabilități). Soiul poate fi preparat și consumat ca buretele de rouă. Ca la toate speciile genului, se potrivește excelent conservarea în oțet.